# Lista över insjöar i Sverige med namn som slutar på -dagstjärnen
Lista över insjöar i Sverige med artikel på Wikipedia som slutar på -dagstjärnen. 
I listan ingår både namn där -dagstjärnen utgör efterled och sådana där dagstjärnen är fristående avslutande, eller ensamt, namnelement. Då listan är automatiskt genererad kan den dessvärre också innehålla sjönamn som slutar med bokstäverna "dagstjärnen", utan att etymologiskt innehålla efterledet (eller namnelementet) -dagstjärnen.  
- Fredagstjärnen (Mora socken, Dalarna), sjö i Mora kommun och Dalarna 60°58′05″N 14°04′23″Ö / 60.96809°N 14.07293°Ö
- Fredagstjärnen (Älvdalens socken, Dalarna), sjö i Älvdalens kommun och Dalarna 61°24′37″N 13°29′22″Ö / 61.41028°N 13.48938°Ö (1,5 ha)
- Lördagstjärnen, Dalarna, sjö i Malung-Sälens kommun och Dalarna 60°35′24″N 13°57′25″Ö / 60.59005°N 13.95689°Ö
- Söndagstjärnen, Dalarna, sjö i Orsa kommun och Dalarna 61°19′21″N 15°00′42″Ö / 61.32250°N 15.01173°Ö
- Lördagstjärnen, Hälsingland, sjö i Bollnäs kommun och Hälsingland 61°03′59″N 16°05′30″Ö / 61.06652°N 16.09179°Ö
- Måndagstjärnen (Bollnäs socken, Hälsingland, 677683-151863), sjö i Bollnäs kommun och Hälsingland 61°06′25″N 16°09′02″Ö / 61.10695°N 16.15057°Ö (1,1 ha)
- Måndagstjärnen (Bollnäs socken, Hälsingland, 678112-151429), sjö i Bollnäs kommun och Hälsingland 61°08′44″N 16°04′13″Ö / 61.14563°N 16.07041°Ö
- Måndagstjärnen (Ljusdals socken, Hälsingland), sjö i Ljusdals kommun och Hälsingland 62°10′17″N 16°00′04″Ö / 62.17141°N 16.00120°Ö (8,9 ha)
- Söndagstjärnen, Hälsingland, sjö i Bollnäs kommun och Hälsingland 61°00′21″N 16°09′43″Ö / 61.00587°N 16.16204°Ö
- Middagstjärnen (Hede socken, Härjedalen), sjö i Härjedalens kommun och Härjedalen 62°36′45″N 12°55′40″Ö / 62.61257°N 12.92782°Ö
- Middagstjärnen (Tännäs socken, Härjedalen), sjö i Härjedalens kommun och Härjedalen 62°38′09″N 12°53′47″Ö / 62.63571°N 12.89632°Ö
- Helgdagstjärnen, sjö i Strömsunds kommun och Jämtland 63°57′57″N 15°32′23″Ö / 63.96597°N 15.53982°Ö
- Lill-Middagstjärnen, sjö i Bräcke kommun och Jämtland 63°01′15″N 15°15′25″Ö / 63.02086°N 15.25699°Ö
- Middagstjärnen, Jämtland, sjö i Åre kommun och Jämtland 63°17′44″N 12°49′20″Ö / 63.29563°N 12.82234°Ö (3,5 ha)
- Stor-Middagstjärnen, sjö i Bräcke kommun och Jämtland 63°01′16″N 15°15′47″Ö / 63.02115°N 15.26311°Ö (8,7 ha)
- Middagstjärnen, Ångermanland, sjö i Sollefteå kommun och Ångermanland 64°00′54″N 16°43′53″Ö / 64.01503°N 16.73147°Ö
- Fredagstjärnen, Västerbotten, sjö i Skellefteå kommun och Västerbotten 64°40′29″N 20°08′23″Ö / 64.67473°N 20.13962°Ö
- Måndagstjärnen, Västerbotten, sjö i Vindelns kommun och Västerbotten 64°23′40″N 19°44′02″Ö / 64.39457°N 19.73384°Ö (2 ha)
- Torsdagstjärnen, Västerbotten, sjö i Vindelns kommun och Västerbotten 64°23′53″N 19°45′18″Ö / 64.39813°N 19.75511°Ö (2,1 ha)
- Fredagstjärnen, Lappland, sjö i Lycksele kommun och Lappland 64°40′28″N 17°53′11″Ö / 64.67449°N 17.88631°Ö (5,9 ha)
- Onsdagstjärnen, sjö i Lycksele kommun och Lappland 64°35′26″N 18°09′22″Ö / 64.59049°N 18.15604°Ö
- Söndagstjärnen, Lappland, sjö i Arvidsjaurs kommun och Lappland 65°55′59″N 19°56′04″Ö / 65.93315°N 19.93455°Ö (10,7 ha)
- Torsdagstjärnen (Lycksele socken, Lappland, 717561-160027), sjö i Lycksele kommun och Lappland 64°40′13″N 17°54′17″Ö / 64.67028°N 17.90484°Ö
- Torsdagstjärnen (Lycksele socken, Lappland, 717665-159987), sjö i Lycksele kommun och Lappland 64°40′47″N 17°53′50″Ö / 64.67972°N 17.89719°Ö